# Kostomłoty (wieś w województwie lubelskim)
Kostomłoty – wieś w Polsce w województwie lubelskim, w powiecie bialskim, w gminie Kodeń. Leży na Równinie Kodeńskiej, na lewym brzegu Bugu, przy granicy z Białorusią.
Wieś duchowna położona była w końcu XVIII wieku w powiecie brzeskolitewskim województwa brzeskolitewskiego I Rzeczypospolitej. Do 1943 wieś była siedzibą władz gminy Kostomłoty. W latach 1975–1998 miejscowość administracyjnie należała do województwa bialskopodlaskiego.
Administracyjnie  wieś jest podzielona na dwa sołectwa: Kostomłoty I i Kostomłoty II.  Według Narodowego Spisu Powszechnego z roku 2011 wieś liczyła 561 mieszkańców i była drugą co do wielkości miejscowością gminy.

## Historia

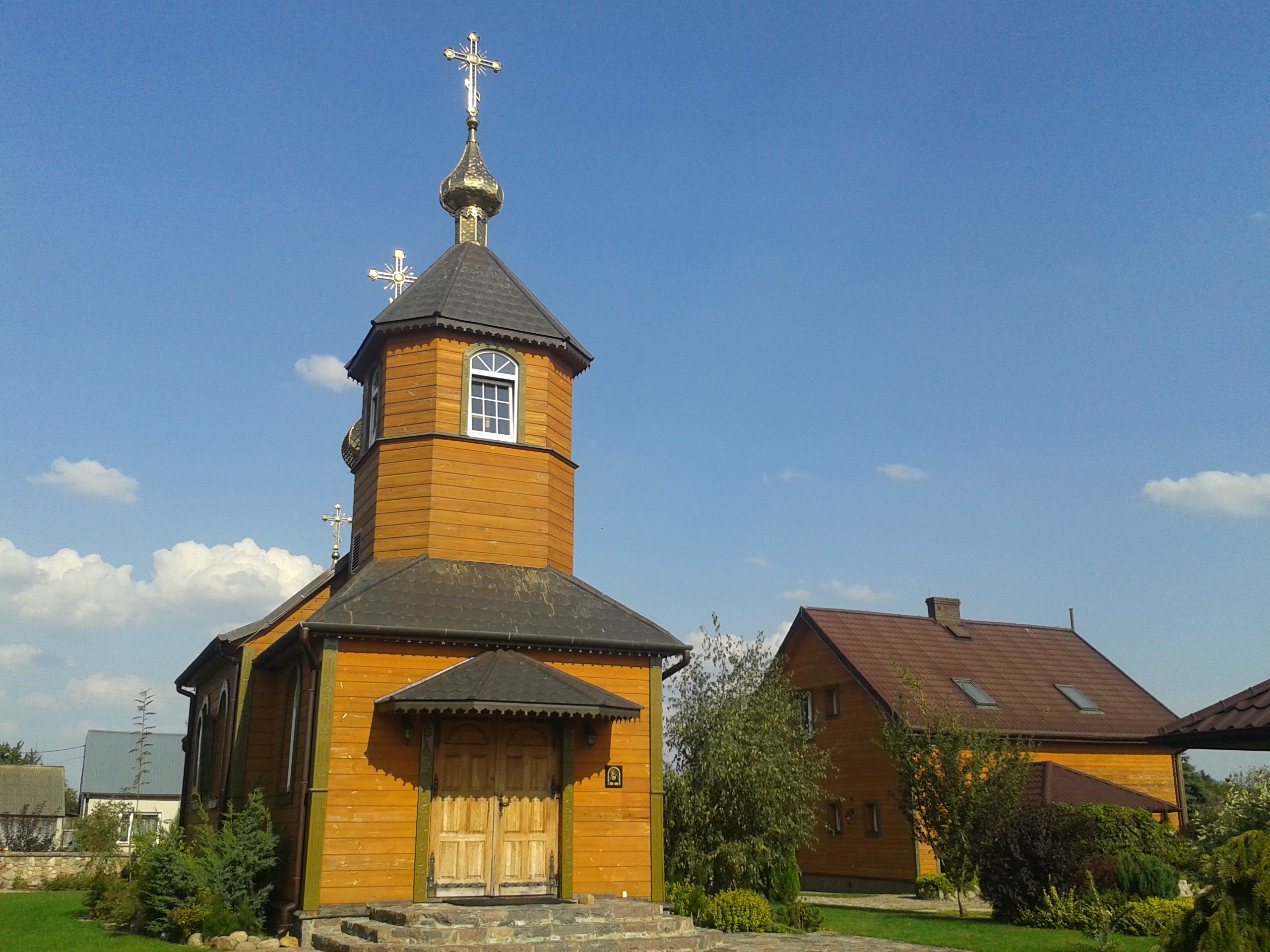
Cerkiew prawosławna św. Serafina z Sarowa, po prawej budynek monasterski

Wieś o rodowodzie średniowiecznym. Od 1380 roku własność zakonu augustianów z Brześcia, położonego drugiej strony rzeki Bug, z nadania księcia Witolda. Od XVI wieku w posiadaniu rodziny Sapiehów z Kodnia. W XIX wieku w miejscowość należała do różnych rodów ziemiańskich. Jednym z właścicieli majątku ziemskiego w Kostomłotach w tym czasie był publicysta „Tygodnika Ilustrowanego”, Józef Łoski.
Od XVII wieku w Kostomłotach istniała parafialna cerkiew unicka. W 1875 miejscowi unici zostali administracyjnie podporządkowani Rosyjskiej Cerkwi Prawosławnej. W 1927 obok parafii prawosławnej powstała katolicka parafia obrządku bizantyjsko-słowiańskiego. W okresie międzywojennym w miejscowości dochodziło do wielu konfliktów na tle wyznaniowym (katolicy łacińscy, czyli rzymscy, a także uniccy i prawosławni).
W 1945 niepolska część mieszkańców wsi została wysiedlona na Mazury w ramach akcji „Wisła”. Ich miejsce zajęli polscy wysiedleńcy z Kresów Wschodnich i migranci. Od lat 60. XX wieku wieś jest jedynym w Polsce ośrodkiem prowadzenia duszpasterstwa katolickiego w obrządku bizantyjsko-słowiańskim. W 1985 powstał w Kostomłotach dom zakonny Małych Sióstr Jezusa. W latach 1998–2007 istniał dom zakonny marianów. Od początku XXI wieku na terenie wsi działalność duszpasterską prowadzi Polski Autokefaliczny Kościół Prawosławny. W 2003 we wsi został założony męski monaster oraz reaktywowano parafię prawosławną. Z Dobrowody do Kostomłotów przeniesiono drewnianą cerkiew, służącą obecnie zarówno monasterowi, jak i parafii, choć mieszkańcy wsi są głównie katolikami.

## Ośrodek neounii
W Kostomłotach znajduje się jedyna na świecie parafia neounicka licząca w 2017 roku 124 wiernych. Miejscowa cerkiew św. Nikity Męczennika od 1998 jest ośrodkiem pielgrzymkowym, sanktuarium błogosławionych męczenników z Pratulina. Od tego czasu cerkiew stała się Sanktuarium Unitów Podlaskich, które rocznie odwiedza ok. 70 tysięcy turystów z Polski i innych państw.
Poza tym przy cerkwi działa Centrum Ekumeniczne, prowadzące działalność rekolekcyjną przede wszystkim wśród grup młodzieży – z Polski i z zagranicy, zarówno katolickiej, ewangelickiej, jak i prawosławnej.
W latach 1969–2007 parafią opiekowali się zakonnicy ze Zgromadzenia Księży Marianów. Obecnie pieczę nad parafią i sanktuarium sprawują duchowni rzymskokatolickiej diecezji siedleckiej.
Wierni Kościoła rzymskokatolickiego należą do parafii Zmartwychwstania Pańskiego w Kopytowie.

## Zabytki
- drewniana cerkiew neounicka św. Nikity Męczennika z XVII wieku
- drewniana plebania neounicka z poł. XIX wieku

## Inne obiekty
- prawosławny monaster św. Serafina z Sarowa z XXI wieku
- drewniana parafialna cerkiew prawosławna św. Serafina z Sarowa, pochodząca z lat 50. XX w., przeniesiona z Dobrowody na początku XXI w.
- drewniana kaplica neounicka z XX wieku
- drewniane domy z XIX wieku
- park dworski z XIX wieku
- cmentarz żołnierzy Armii Radzieckiej

## Znane osoby
- Józef Łoski – urodzony w Kostomłotach polski historyk, wydawca i rysownik.
- Nikon (Potapczuk) – prawosławny duchowny, przełożony monasteru św. Onufrego w Jabłecznej w latach 1986–1987

## Wspólnoty wyznaniowe
- Kościół katolicki obrządku bizantyjsko-słowiańskiego w Polsce:
  - Parafia św. Nikity
- Polski Autokefaliczny Kościół Prawosławny:
  - Parafia św. Serafina z Sarowa
  - Monaster męski św. Serafina z Sarowa

## Szlaki turystyczne
Nadbużański szlak rowerowy